# Procalypta
Procalypta är ett släkte av fjärilar. Procalypta ingår i familjen björnspinnare.
Kladogram enligt Catalogue of Life:
| Procalypta | \| \| Procalypta subcyanea \| \| \| \| \| \| Procalypta victorina \| \| \| \| |
|            | \| \| Procalypta subcyanea \| \| \| \| \| \| Procalypta victorina \| \| \| \| |
|            | Procalypta subcyanea                                                          |
|            |                                                                               |
|            | Procalypta victorina                                                          |
|            |                                                                               |